# Piccolo bas
Een Piccolo bas is een basgitaar, maar dan een octaaf hoger gestemd. Hiervoor is de bas dan voorzien van speciale piccolo bassnaren, die vaak ook op een standaard basgitaar worden gezet. Er zijn ook speciale piccolobassen, zoals bijvoorbeeld de Mandobas van Spellbinder, die mede ontwikkeld is door bassist Stanley Clarke. Het geluid is bijna als een diepe gitaar. 
In het midden van de jaren 70 begon bassist Ron Carter als solist op de piccolo bas op te treden, naast zijn andere activiteiten als muzikant.